# Titus Menenius Lanatus (Konsul 477 v. Chr.)
Titus Menenius Lanatus war ein römischer Senator des 5. Jahrhunderts v. Chr. 
Menenius war Sohn des Agrippa Menenius Lanatus, Konsul 503 v. Chr. Sein Sohn Titus Menenius Lanatus war 452 v. Chr. Konsul.
477 v. Chr. wurde Menenius mit Gaius Horatius Pulvillus Konsul und sollte die gens Fabia gegen Veji unterstützen, während Horatius die Volsker bekämpfte. In der Schlacht am Fluss Cremera erlitten die Fabier eine schwere Niederlage, da Menenius trotz naher Truppen nicht eingriff. Die Vejenter besetzten den Janiculus, doch Horatius’ Eingreifen rettete Rom. 476 v. Chr. klagten die Volkstribunen Quintus Considius und Titus Genucius Menenius ihn an, vermutlich auch aus politischen Gründen (Opposition gegen das Agrargesetz). Nach Titus Livius verteidigte ihn der Senat, doch er wurde zu einer Strafe von 2000 Assen verurteilt, erkrankte aus Schande und starb. Cassius Dio berichtet hingegen von einer Todesstrafe.